# Villanueva del Conde
Villanueva del Conde è un comune spagnolo di 248 abitanti situato nella comunità autonoma di Castiglia e León.